# Замковый холм (Аляска)
За́мковый холм (тлингит. Noow Tlein; англ. Castle Hill, Baranof Castle State Historic Site) — национальный исторический памятник США, государственный парк в Ситке (Аляска), откуда простирается вид на город. Исторически значимое место, за которое сражались индейцы-тлинкиты и русские, где произошла официальная передача территории после продажи Аляски в 1867 году и в 1959 году поднят флаг США, когда Аляска стала 49-м штатом.

## Описание
Замковый холм высотой 18 м с площадкой на верхушке 37×27 м располагается недалеко от гавани Ситки. Восточная сторона менее отвесна, чем южная, а к площадке сегодня ведёт туристическая тропа с пояснительными табличками.

## История

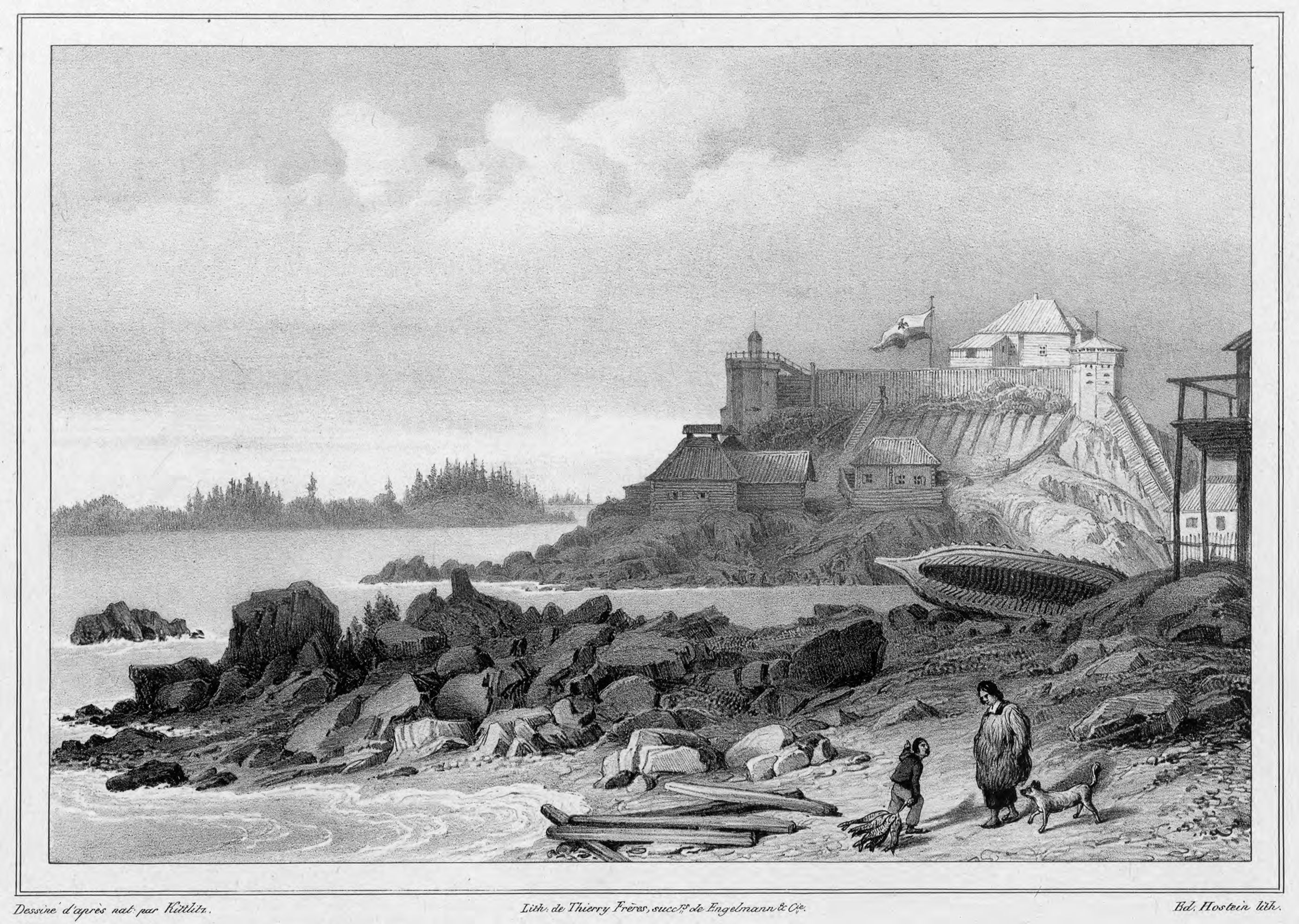
Иллюстрация Замкового холма 1827 года

### В составе Российской империи
Когда сюда в 1799 году по поручению Российско-Американской компании на корабле «Ольга» прибыл Александр Андреевич Баранов, здесь жили индейцы-тлинкиты (колоши). Холм занимал отличное стратегическое положение, лучше всего подходящее для крепости. Получив отказ тлинкитов обосноваться здесь, Баранов заложил в 10 км к северу от современной Ситки поселение Новоархангельское (совр. Старая Ситка ), в честь родного Архангельска. Летом 1802 года тлинкиты сожгли поселение, убив или пленив оставшихся жителей (около 20 русских и 130 алеутов). Согласно одной из версий, по кланам индейцев пролетел слух, будто русские потчевали вождя мясом алеута — и вождь тем самым уронил себя в глазах общественности. Баранову пришлось в качестве выкупа выплатить около 10 тысяч рублей за то, чтобы выжившие поселенцы могли безопасно покинуть Новоархангельск.

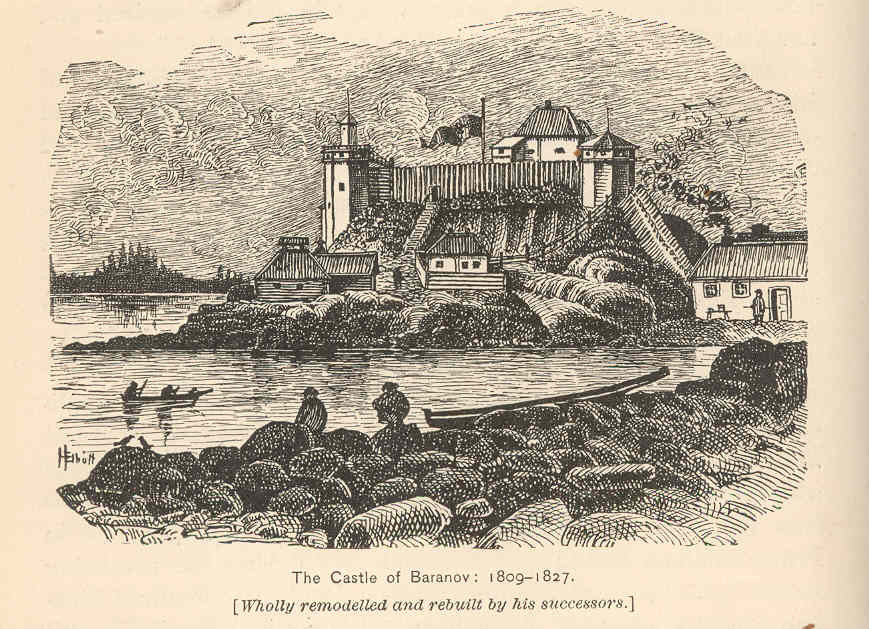
Крепость Баранова 1809—1827 годы (полностью перестроена последователями)

В сентябре 1804 года А. А. Баранов при поддержке 800 алеутов на байдарках и военном корабле «Нева» под командованием Ю. Лисянского осадил индейскую крепость. Племя тлинкитов отступило в глубь острова, русские подняли свой флаг. После 6-дневной битвы при Ситке победившие русские построили на Замковом холме постоянное поселение с тем же названием — Ново-Архангельск. На скале возвели крепость с домом губернатора Баранова и флагшток на площадке 43×22 м. Вне крепости располагались дом служащих компании и офицеров, казармы для промышленных людей, магазин, лавка, кладовые для провизии, пристань для гребных судов, купорная, кузница, баня. Крепость оставалась управляющим учреждением государственных и торговых компаний до 1867 года. К моменту продажи город называли «Тихоокеанским Парижем», он считался по-европейски развитым, выстроенным в стиле Санкт-Петербурга, с которым находится на одной широте.

### В составе США
Ежегодно, в день передачи Аляски американцам, 18 октября проводится церемония смены российского флага на американский. Этот день ныне считается Днём Аляски.
Американский военный штаб располагался в губернаторском доме, пока тот не сгорел в конце XIX века. В 1898 году холм заняло министерство сельского хозяйства США, выстроившее новое здание, которое простояло до 1955 года. Тогда здесь разбили парк.
Когда Аляску официально признали 49-м штатом США, на Замковом холме впервые в условиях секретности подняли американский флаг.
В 1962 году Замковый холм признали национальным историческим памятником США и в 1966 году включили в Национальный реестр исторических мест США. В 1965 году установили каменный парапет и информационными табличками сопроводили флагшток и 6 пушек.